# Battista Guarino
Battista Guarino est un humaniste et philologue italien de la Renaissance.

## Biographie
Né à Vérone en 1434, il succéda à son père dans la chaire d’éloquence à l’Université de Ferrare. Lilio Gregorio Giraldi et Alde Manuce furent ses disciples. On a de lui des poésies latines, imprimées à Modène en 1496 ; un traité De ordine docendi ac studendi ; des notes sur Cicéron, Ovide et Lucain ; la traduction latine de plusieurs discours de Démosthène, de Dion Chrysostome, de St-Grégoire de Nazianze. Il a donné la première édition de Servius (Venise, 1471) et fait sur le texte de Catulle des corrections qui se trouvent dans une édition de ce poète, donnée après sa mort par son arrière petit-fils Alessandro Guarini, duquel naquit le célèbre auteur du Pastor Fido.

## Œuvres
- Baptista Guarinus [...]: De ordine docendi et studendi. In: Craig W. Kallendorf (éd.): Humanist Educational Treatises. Harvard University Press, Cambridge (Massachusetts) 2002,  (ISBN 0-674-00759-X), S. 260–309 (texte latin et traduction anglaise)